# چاه سالم (نهبندان)
چاه سالم یک منطقهٔ مسکونی در ایران است که در دهستان عربخانه واقع شده‌است.